# Будівля Таврійського губернатора в Сімферополі
Будівля Таврійського губернатора в Сімферополі — двоповерхова будівля в Сімферополі.
Наприкінці XVIII столітті між Бульварною (зараз Леніна) та Губернаторською (Пролетарська) вулицями знаходився маєток вченого-енциклопедиста Петера Симона Палласа. Зокрема, тут розташовувався двоповерховий будинок з флігелями, сарай для карет, льодова для зберігання продуктів та інші службові будиночки. З початком ХІХ століття садиба перейшла до рук міста та стала резиденцією Цивільного губернатора Тавриди.

## Історія появи нової будівлі
До 1835 року комплекс споруд, що використовувався для проживання губернатора, застарів (згадки про маєток Палласа датуються 1775 роком) і було вирішено побудувати новий будинок. Для розробки проекту запрошено архітектора Івана Федоровича Колодіна та живописця Андрія Никифоровича Вороніхіна, які вдало виконали поставлене перед ними завдання.

## Архітектура будинку
Двоповерхова будівля виконана в стилі пізнього російського класицизму, що характеризується простотою в архітектурою, відсутністю пишного оздоблення фасаду будівлі і віконних пройомів. З декору є лише невеликі карнизи з фронтонами над вікнами. Розміщено будинок на підвищені, поруч з долиною Салгир, що ввійшла до садової композиції навколо будинку.
Після Кримської війни будівлю переплановано. Зокрема, до головного фасаду було прибудовано чавунний балкон, що опирається на стовпові опори, а в 1906 році архітектор Абрамцум Іванович Карапетов спроектував канцелярію, флігелі та господарськи блок (два останніх не збереглися донині).

## Особливості будівлі
Цікавинкою будинку є велика кількість різноманітних меморіальних табличок. Зокрема, на одній з них засвідчено перебування в цій будівлі 1912 року імператора Миколи ІІ, на іншій — розташування госпіталю в роки Кримської війни, управителя Матвія Сулькевича в 1918—1919 роках, революційного комітету Криму в 20-х роках. Таблички досі залишаються на будівлі.
На сьогодні в приміщеннях будівлі розташований Кримський Республіканський інститут післядипломної освіти.

## Використані джерела
1. Підготовлено за матеріалами: «Культурное наследие Крыма», в-во Н.Оріанда, Сімферополь 2011 р. — 137 с.
2. http://www.pslava.info/Simferopol_SadybaPSPallasa,130668.html [Архівовано 22 травня 2017 у Wayback Machine.]